# Iowa Heartlanders
Die Iowa Heartlanders sind ein US-amerikanisches Eishockeyfranchise aus Coralville im Bundesstaat Iowa, das seit der Saison 2021/22 in der ECHL spielt. Es fungiert als Farmteam der Minnesota Wild aus der National Hockey League (NHL) sowie der Iowa Wild aus der American Hockey League und trägt seine Heimspiele in der neu errichteten Xtream Arena aus.

## Geschichte
Dem Unternehmen „Deacon Sports & Entertainment“, dem bereits die ebenfalls in der ECHL spielenden Newfoundland Growlers gehören, wurden im Januar 2021 zwei weitere Franchises von Seiten der ECHL genehmigt: Coralville, Iowa sowie Trois-Rivières, Québec. Während in Kanada die Lions de Trois-Rivières gegründet wurden, gab man im Mai 2021 den Namen „Iowa Heartlanders“ für das Team in Coralville bekannt und stellte das Teamlogo sowie die Farben vor. Als Heimspielstätte fungiert die neu erbaute Xtream Arena. Die Heartlanders übernahmen die ECHL-Kooperation der Minnesota Wild aus der National Hockey League (NHL), die zuvor die Allen Americans darstellten. Im Juli 2021 wurde Gerry Fleming als erster Cheftrainer vorgestellt.